# Moos Cohen
Moos Cohen, eigenlijk Moses Cohen (Tiel, 4 maart 1901 – Auschwitz, 7 november 1942) was een Nederlands schilder en tekenaar.

## Levensloop
Moos Cohen was een zoon van de joodse slager en veehandelaar Levie Abraham Cohen en Rosina Levie. Tijdens zijn tijd aan de hbs tekende hij geregeld in de Betuwe. Hoewel hij aanvankelijk rabbijn wilde worden, besloot hij in 1921 naar Amsterdam te trekken om te studeren aan de Rijksakademie van beeldende kunsten. Hij kreeg er les van J.J. Aarts, Rik Roland Holst, J.J. Jurres en Nicolaas van der Waay en tekende veel in de Jodenbuurt. In 1925 won hij de Cohen Gosschalkprijs. Hij maakte onder meer figuurstudies, landschappen en een aantal portretten. Hij was een bewonderaar van het werk van Jan van Eyck en maakte net als Van Eyck zijn eigen verf. In een interview zei hij daarover: "Het is van groote betekenis dat de schilder de grondstoffen kent welke hij gebruiken moet en zelf geheel thuis is in het mengen. Men kan natuurlijk een best schilder zijn als men zich houdt aan de verven, maar ik ben nu eenmaal een ambachtelijk man en houdt van grondigheid." Naast zijn werk als schilder en (reclame)tekenaar gaf Cohen les aan de Hendrick de Keyzerschool in Amsterdam. Hij kreeg een relatie met zijn model Truus Bessem (1910-1955), het stel trouwde in 1938.
Cohen sloot zich aan bij Arti et Amicitiae, kunstenaarsvereniging Sint Lucas en De Populistenkring. Hij exposeerde onder meer tijdens de jaarlijkse tentoonstellingen van Arti en nam in de winter van 1939-1940 deel aan de tentoonstelling 'Onze kunst van heden' in het Rijksmuseum Amsterdam. In 1940 kreeg hij opdracht van de gemeente Amsterdam om twee muurschilderingen te maken voor de Dienst Stadsreiniging aan de Bilderdijkkade onder de titel De schoone stad aan het IJ. 
Tweede Wereldoorlog
Toen Arti zich in 1941 aansloot bij de Nederlandsche Kultuurkamer, werden op last van de bezetter vijftien Joodse leden geroyeerd. Naast Cohen waren dat Maria Boas-Zélander, Charlotte Boom-Pothuis, Max van Dam, Marianne Franken, Salomon Garf, Hendrika van Gelder, Felix Hess, Jaap Kaas, Baruch Lopes de Leao Laguna, Martin Monnickendam, Marinus van Raalte, Mommie Schwarz, David Schulman en Jo Spier. Alleen Kaas, Schulman en Spier overleefden de oorlog, Boom en Monnickendam overleden in Amsterdam, de anderen kwamen om in de concentratiekampen. 
Begin 1942 gaf Cohen nog een interview aan Het Joodsche Weekblad, later dat jaar vluchtte met zijn vrouw naar Zwitserland. Hij werd gesnapt en via Kamp Drancy naar Auschwitz gedeporteerd. Hij kwam daar op 41-jarige leeftijd om het leven. Zijn vrouw overleefde de oorlog. Postuum werd Cohens werk onder meer getoond bij de herdenkingstentoonstellingen 'Kunst in het harnas' (1945) in het Stedelijk Museum Amsterdam, 'Kunst in Vrijheid' (1945) in het Rijksmuseum en 'Rebel, mijn hart' (1995) in de Nieuwe Kerk in Amsterdam. Toen in 1947 Arti een tentoonstelling ter herinnering aan omgekomen leden wilde houden, wilde Cohens weduwe daar niet aan meewerken. In 2018 werd in het Streekmuseum in zijn geboorteplaats een tentoonstelling aan hem gewijd, ook was zijn werk in het museum te zien bij de tentoonstelling 'Tiel tijdens de 2e wereldoorlog' (2020).

## Enkele werken

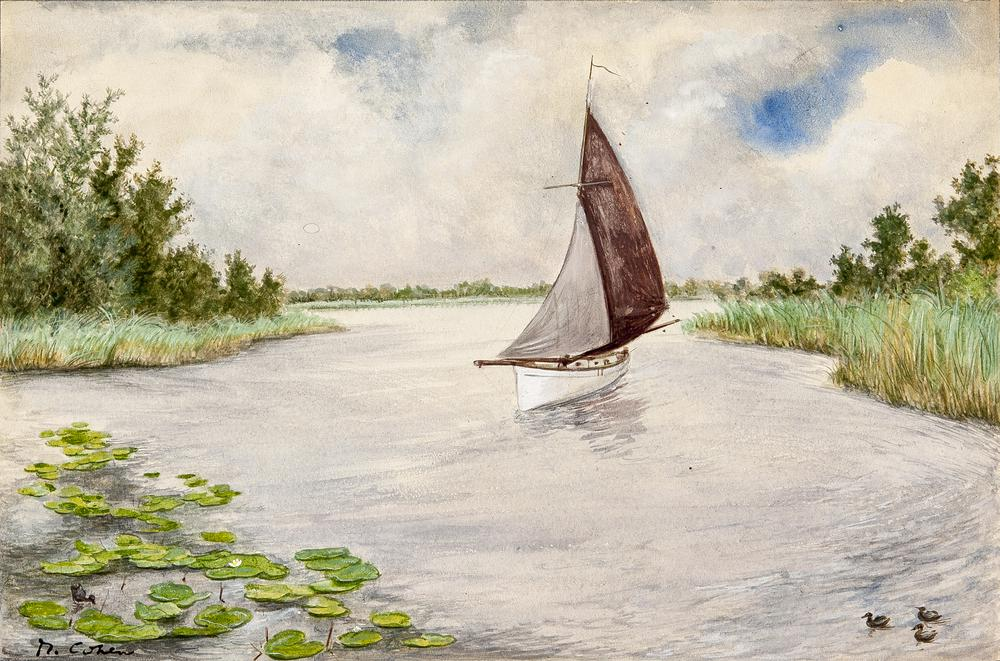
Rietlanden met zeilboot (1929)
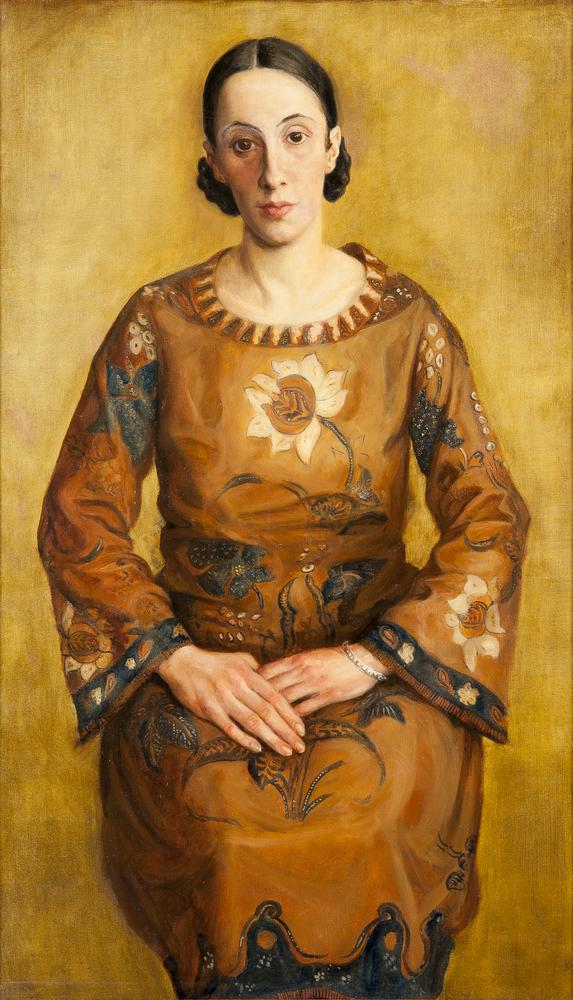
Portret van Do Hoogland (1929)
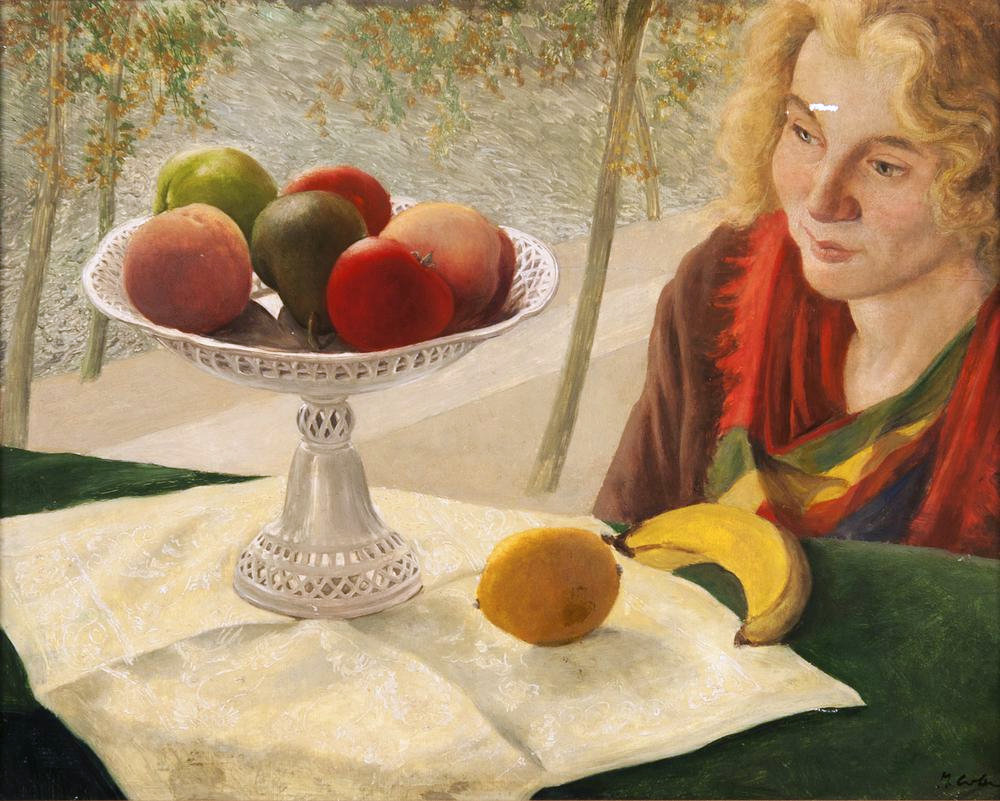
Dame aan tafel met fruitschaal (met Truus als model)
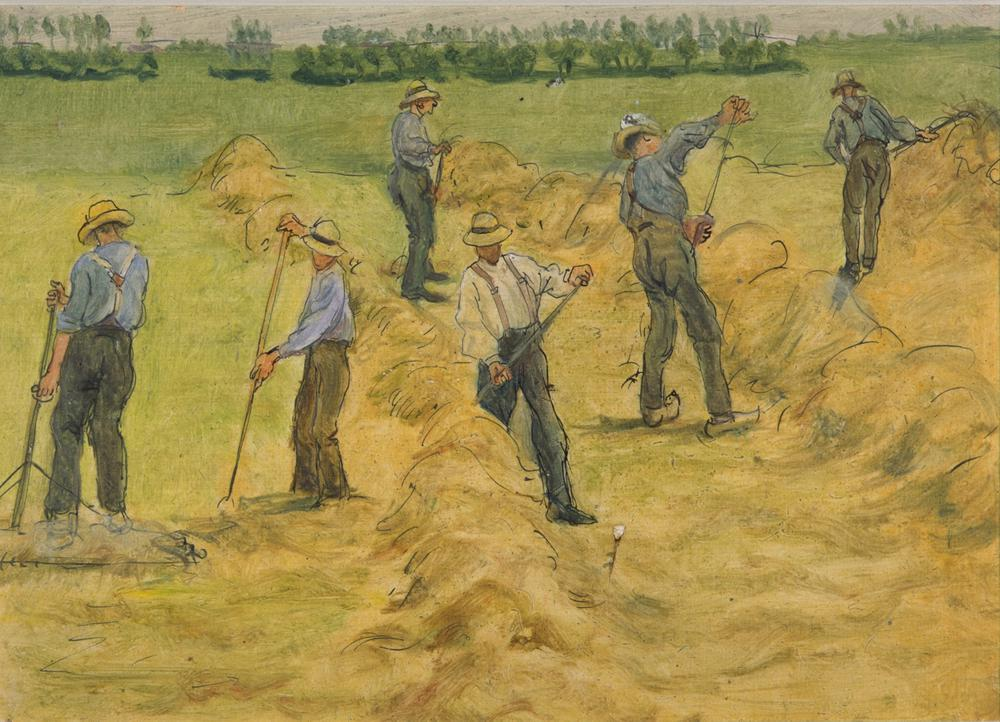
Hooiende arbeiders
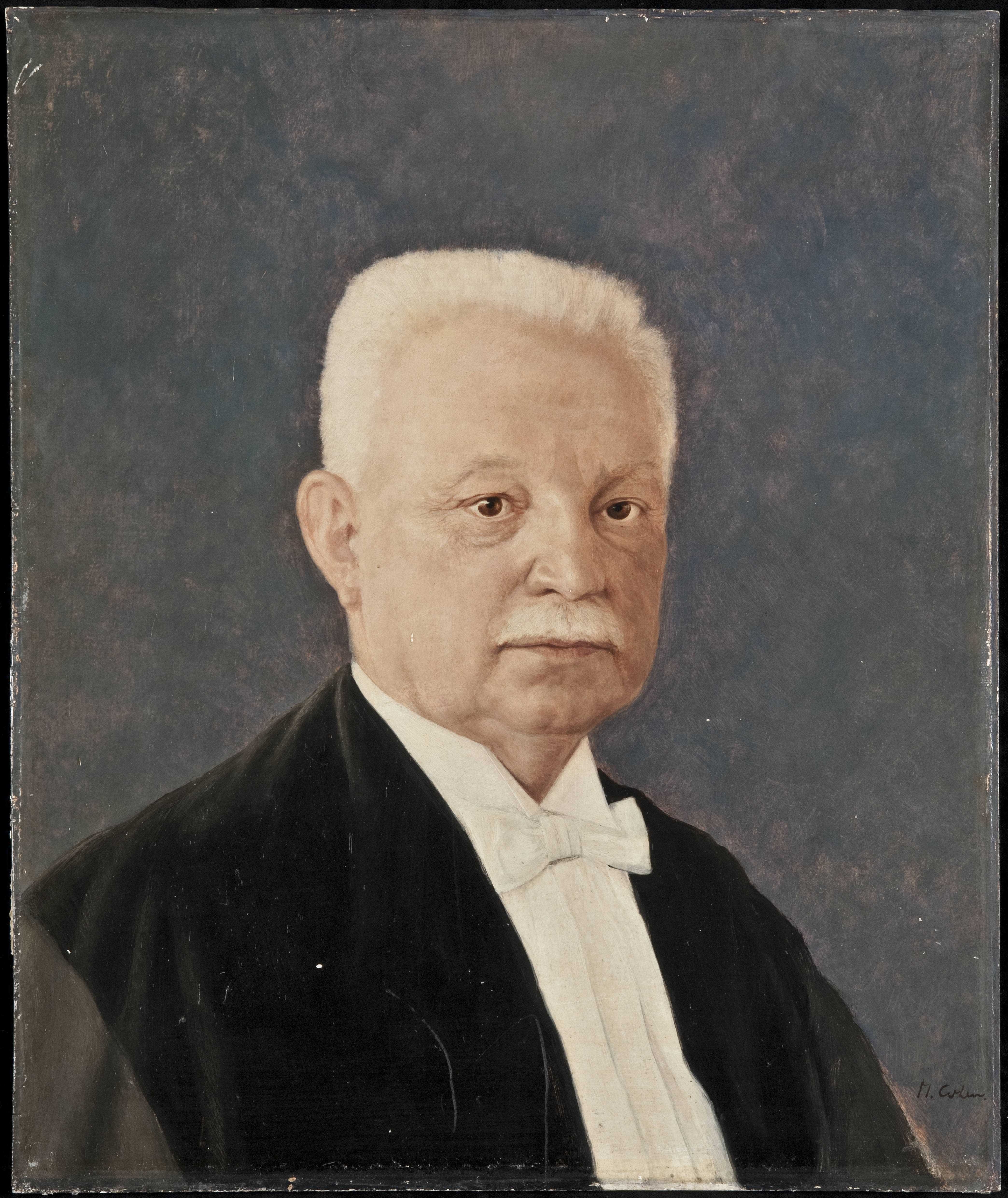
Portret van J.G.Ch. Volmer (1935)